# 建築技術者
建築技術者（けんちくぎじゅつしゃ、en:Architectural engineer, en:Architectural technologists）とは、建設業のうち、おもに建築業に専門技術をもって従事する専門的・技術的職業従事者のこと。建築エンジニアとも呼称される。

## 国別

### 日本
日本標準職業分類では、専門的・技術的職業従事者 > 建築・土木・測量技術者 > 建築技術者　とし、「住宅・その他の建築物の建設・改修・維持に関する計画・設計・工事監理・技術指導・施工管理・検査などの技術的な仕事に従事するものをいう。」としている。「土地台帳・家屋台帳の登録について、土地・家屋に関する調査・測量・申告手続の仕事に従事するもの」は小分類〔249〕に分類される。
- 建築技師；建築技術者と同義であるが、公務員の建築技術者に使用される名称となっている。
- 建築設計監理技術者；建築の設計監理を行う技術者。監理技術者を参照。
- 建築設備設計技術者；建築の機械設備や電気設備の設計管理に従事する技術者。日本では関連資格として建築士の他に建築設備士や消防設備士があり、関連団体として、一般社団法人 建築設備技術者協会がある。
- 建築構造設計技術者；構造エンジニアのことで、日本では関連団体として、一般社団法人 日本建築構造技術者協会（JSCA）がある。
- 建築施工管理技術者；建築施工管理に従事する技術者。日本では関連資格として建築士の他に建築施工管理技士があり、関連団体として、一般財団法人 建設業技術者センターがある。その他木造建築物の組立て等作業主任者、建築物等の鉄骨の組立て等作業主任者やコンクリート造の工作物の解体等作業主任者などといった資格がある。
- 建築積算設計技術者；建築積算士
- 建築外装設計技術者；ファザード・エンジニアと呼ばれる
- 建築検査技術者；建築物・建築関連の各種検査を行う技術者。日本では特殊建築物等調査資格者, 応急危険度判定士, 建築基準適合判定資格者, 設備の建築設備検査資格者や昇降機検査資格者, 衛生管理の建築物環境衛生管理技術者, といった資格がある。

### インドネシア
インドネシアでは建設法第2部第9条で、個人の建設計画者と建設監督者は専門知識証明書、また個人の建設監督者と技能労働者は技能熟達証明書と業務専門知識証明書を有することとされている。技術士についてはインドネシア技術者協会による技術士資格認証プログラムやPIPI（建築開発局の公認の機関）による建設技術士認証試験、建築士については建築士評議会実施の試験により取得することができる。

### イギリス
イギリスには建設技能証明制度（CSCS：Construction Skills CertificationScheme）がある。CSCSは建設産業の質の向上と事故防止のため設立された技術者データベースで、技術者の能力の証明を目的としており、350種類以上の職業について契約者の職業能力を証明するカードを発行している。CSCSは能力証明の手段の提供、建設業界での安全と衛生に関する基準の向上、熟練労働者の雇用促進、他の欧州各国と資格制度の相互理解によりイギリスの労働者が他国に受け入れられる資格を提供することなどを目的にしている。CSCSの制度は、英国請負業者グループ（UK ContractorsGroup ＝ UKCG ）、建設業界連盟（ConstructionIndustry Federation）、専門作業グループなどの協議をもとに開発された制度である。
CSCSの対象とする建築・土木とそれに関連する職には次のものがある。
- 建築士
- 建築現場監督者
- 土木技術現場管理者
- 通信技術監督者
- 建設安全衛生管理者
- 建築設備機具管理者
- 建設プロジェクトマネージャー
- 環境管理者
- 景観建築士
- 職能業務監督者

など